# Iru (village)
Cet article concerne le village estonien. Pour le quartier de Tallinn, voir Iru (Tallinn).
Iru est un village situé dans la commune de Jõelähtme du comté de Harju en Estonie.
Au 31 décembre 2011, le village compte 450 habitants.
La centrale électrique d'Iru est la plus grande d'Estonie.

## Galerie

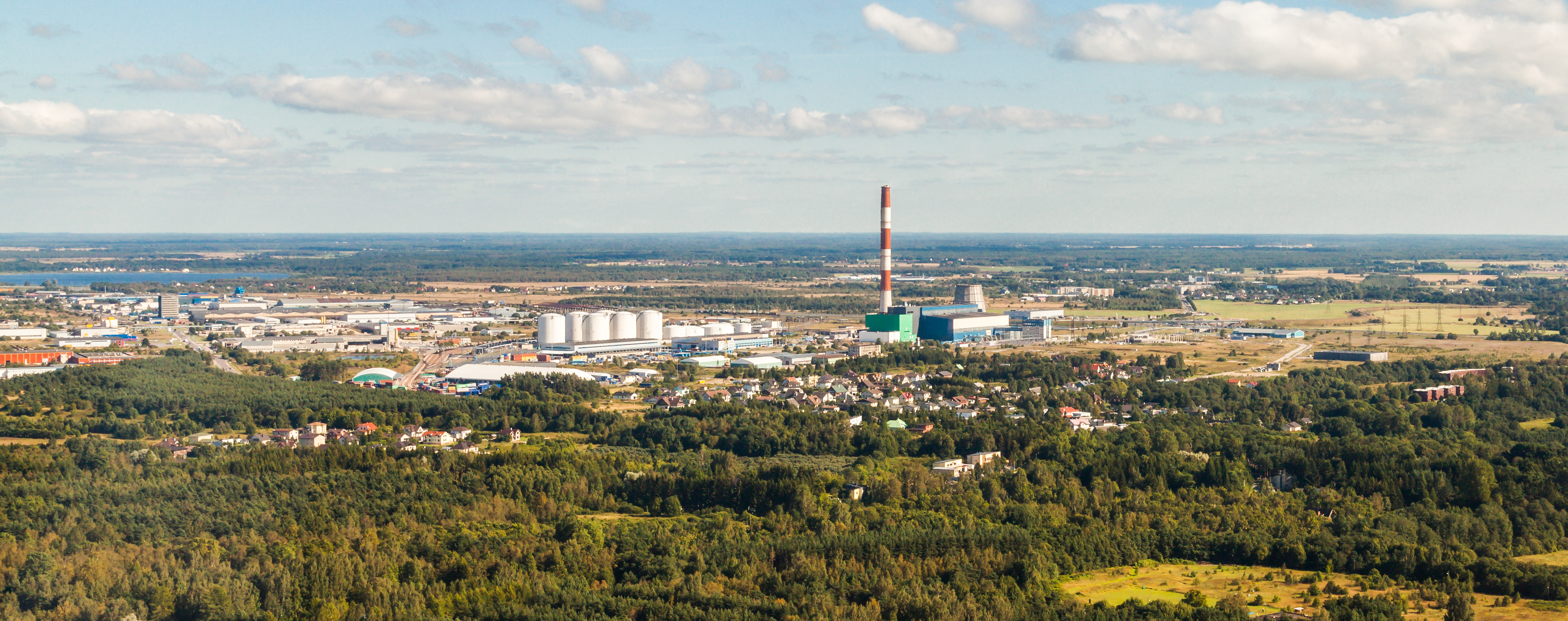
Centrale électrique d'Iru
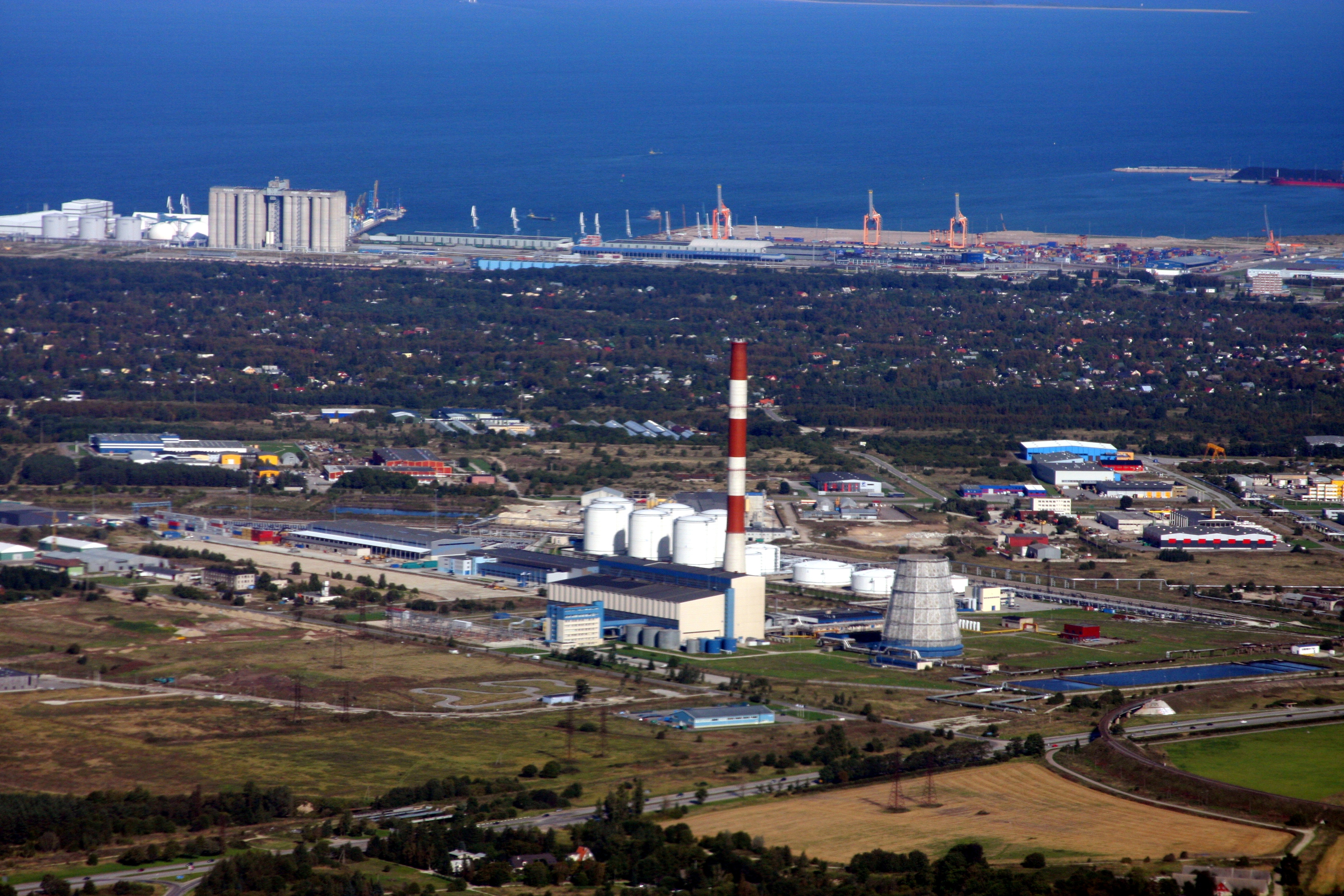
Centrale électrique d'Iru